# Andreas Scheld
Andreas Scheld (ur. 10 listopada 1976 roku w Giessen) – niemiecki kierowca wyścigowy.

## Kariera
Scheld rozpoczął karierę w wyścigach samochodowych w 1997 roku od startów w Niemieckiej Formule 3. Z dorobkiem siedmiu punktów uplasował się tam na dziewiętnastej pozycji w klasyfikacji generalnej. W późniejszych latach pojawiał się także w stawce FIA GT Championship, German Supertouring Championship oraz Formuły 3000.
W Formule 3000 Niemiec wystartował w pięciu wyścigach sezonu 2000 z brytyjską ekipą Fortec Motorsport. Jednak nigdy nie zdobywał punktów. Został sklasyfikowany na trzydziestym miejscu w końcowej klasyfikacji kierowców.